# Euzko Gogoa
Euzko Gogoa (en castellano significa «Alma vasca») fue una importante revista publicada entre 1949 y 1959, relacionada con el exilio vasco durante la dictadura franquista. Estaba escrita en euskera.
El artífice de la aparición de Euzko Gogoa fue Jokin Zaitiegi Plazaola, un jesuita que abandonó los hábitos por discrepancias políticas con la orden. La revista fue publicada en Guatemala desde 1949 hasta 1955 y luego en Bayona de 1956 a 1959. Escribía Luis Michelena en 1977:

Euzko Gogoa es continuador de la obra de Aitzol y de su generación, pero es, así mismo, vehículo de futuro: el puente imprescindible con la nueva generación de postguerra. Euzko Gogoa es la primera revista en euskera, con la excepción de Euzko Deia de 1920, que no es de inspiración únicamente religiosa y que tiene un cierto volumen y personalidad. Supone un salto cualitativo, del mismo alcance que el de Elbira Zipitria al fundar la primera ikastola de postguerra; esto es completamente claro.
Luis Michelena (Aguirre Sorondo, 2003, p. 61)

Según Mitxelena, Zaitiegi se gastó todo su dinero en su revista, y permitió a Orixe que pudiera vivir exclusivamente de la escritura. Y concluye el filólogo:

Esta primera época de la postguerra está marcada por Euzko Gogoa que, a su vez, posibilitará la segunda.
Luis Michelena (Aguirre Sorondo, 2003, p. 61)